# Tranholm (Horsens Sogn)
 For alternative betydninger, se Tranholm. (Se også artikler, som begynder med Tranholm)
Tranholm er en bebyggelse i Vendsyssel, som ligger mellem Langholt, Hjallerup og Vester Hassing i Horsens Sogn. Området var en mindre landsby for sig, med tilknytning til Langholt by. Nogle af gårdene er blevet flyttet fra deres oprindelig plads. Tranholm ligger i Aalborg Kommune og hører til Region Nordjylland.
|  | Denne artikel om lokaliteten Tranholm (Horsens Sogn) kan blive bedre, hvis der indsættes et (bedre) billede. Du kan hjælpe ved at afsøge Wikimedia Commons for et passende billede eller lægge et op på Wikimedia Commons med en af de tilladte licenser og indsætte det i artiklen. |

57°6′20″N 10°6′50″Ø / 57.10556°N 10.11389°Ø